# Pure Instinct Tour
Pure Instinct Tour es la decimotercera gira mundial de conciertos de la banda alemana de hard rock y heavy metal Scorpions, para promocionar el álbum Pure Instinct de 1996. Comenzó el 1 de mayo de 1996 en el Hard Rock Café de Kuala Lumpur en Malasia y culminó el 1 de julio de 1998 en el recinto Pesäpallostadion de Oulu en Finlandia. Gracias a este tour tocaron por primera vez en Malasia, Líbano, Corea del Sur, Rusia, Ucrania y Bielorrusia.

## Antecedentes
La gira se inició el 1 de mayo con un concierto especial en el Hard Rock Café de Kuala Lumpur en Malasia, casi un mes antes del lanzamiento oficial de Pure Instinct. Dicho evento se convirtió en la primera visita de Scorpions a mencionado país y a su vez, fue el primer concierto con el baterista estadounidense James Kottak. Un mes más tarde, el 5 de junio, iniciaron en El Paso su visita por los Estados Unidos que contó con la banda King's X como teloneros y con la participación de Alice Cooper. Desde entonces el vocalista de shock rock estuvo a cargo de abrir los conciertos de Scorpions tanto por los Estados Unidos como también en Canadá. Tras cincuenta fechas en total, su etapa por Norteamérica culminó el 17 de agosto en la ciudad canadiense de Berthierville.
Luego de presentarse en Bremerhaven, comenzaron su visita a Asia con dos conciertos en Japón, uno en Corea del Sur y otro en Malasia. El 5 de octubre en Stuttgart, Alemania, iniciaron una serie de conciertos por algunos países de Europa Occidental, en donde contaron con los suizos Gotthard como banda de soporte. Esta etapa terminó el 11 de noviembre en Toulouse, tras 27 fechas por ocho países en total. El 30 de noviembre tocaron por primera vez en Beirut, Líbano, convirtiéndose en la primera banda internacional en presentarse en vivo en dicho país. Finalmente, las fechas de 1996 terminaron a principios de diciembre con dos presentaciones en Grecia.
El 11 de mayo de 1997 comenzaron una nueva parte por algunos países europeos, entre ellos Ucrania y Rusia, donde se presentaron por primera vez en su historia. El 8 de noviembre dieron paso a una serie de conciertos por Latinoamérica con dos fechas en México, cuatro en Brasil, una en Chile y otra en Argentina. Durante los conciertos por Sao Paulo, Belo Horizonte, Río de Janeiro y Santiago de Chile fueron parte de un festival que contó además con Dio, Bruce Dickinson y The Jason Bonham Band. Cabe destacar que en el show de Sao Paulo la banda local Dr. Sin estuvo a cargo de abrir el concierto.
Finalmente, la gira culminó el 1 de julio de 1998 con una presentación en Oulu, Finlandia, luego de dar un evento en Alemania y otro en Bielorrusia, siendo esta última la primera visita de Scorpions a dicho país.

## Lista de canciones
A lo largo de la gira tocaron un solo listado de canciones, que de acuerdo al país en que tocaban se incluían o excluían ciertos temas. Desde el principio el setlist se compuso de entre 18 a 20 canciones, de las cuales destacaron «Oh Girl (I Wanna Be With You)», «Stone in My Shoe» y «Wild Child» del disco Pure Instinct. A medida que la gira avanzaba agregaron canciones como «You and I», «In Trance», «When the Smoke is Going Down» y «We'll Burn the Sky», por ejemplo. Además, se incluyó por primera vez el solo de batería interpretado por James Kottak que meses más tarde fue apodado como «Kottak Attack». A continuación el listado de canciones interpretado en el GTE Amphitheatre de Virginia Beach.
1. «Tease Me Please Me»
2. «Bad Boys Running Wild»
3. «Oh Girl (I Wanna Be With You)»
4. «Loving You Sunday Morning»
5. «Big City Nights»
6. «Coast to Coast»
7. «Holiday»
8. «You and I»
9. «The Zoo»
10. «Alien Nation»
11. «Wild Child»
12. «Stone in My Shoe»
13. «Kottak Attack»
14. «Hit Between the Eyes»
15. «Blackout»
16. «Still Loving You»
17. «Wind of Change»
18. «Rock You Like a Hurricane»

## Fechas

### Fechas de 1996
| Fecha            | País           | Ciudad             | Recinto/Festival                | Notas                                     |
| Asia             | Asia           | Asia               | Asia                            | Asia                                      |
| ---------------- | -------------- | ------------------ | ------------------------------- | ----------------------------------------- |
| 1 de mayo        | Malasia        | Kuala Lumpur       | Hard Rock Café                  |                                           |
| Norteamérica     |                |                    |                                 |                                           |
| 5 de junio       | Estados Unidos | El Paso            | Special Events Center           | teloneados por King's X y Alice Cooper    |
| 6 de junio       | Estados Unidos | Lubbock            | Municipal Coliseum              | teloneados por Alice Cooper               |
| 8 de junio       | Estados Unidos | San Antonio        | Alamodome                       | teloneados por Alice Cooper               |
| 9 de junio       | Estados Unidos | The Woodlands      | Cynthia Woods Mitchell Pavilion | teloneados por Alice Cooper               |
| 11 de junio      | Estados Unidos | Dallas             | Coca-Cola Starplex              | teloneados por Alice Cooper               |
| 12 de junio      | Estados Unidos | Little Rock        | Riverfest                       | teloneados por Alice Cooper               |
| 14 de junio      | Estados Unidos | Albuquerque        | Tingley Coliseum                | teloneados por Alice Cooper               |
| 15 de junio      | Estados Unidos | Greenwood Village  | Coors Amphitheatre              | teloneados por Alice Cooper               |
| 16 de junio      | Estados Unidos | Park City          | Wolf Mountain                   | teloneados por Alice Cooper               |
| 18 de junio      | Estados Unidos | Tucson             | Centro de Convenciones          | teloneados por Alice Cooper               |
| 19 de junio      | Estados Unidos | Universal City     | Universal Amphitheatre          | teloneados por Alice Cooper               |
| 21 de junio      | Estados Unidos | Universal City     | Universal Amphitheatre          | teloneados por Alice Cooper               |
| 22 de junio      | Estados Unidos | Irvine             | Irvine Meadows                  | teloneados por Alice Cooper               |
| 23 de junio      | Estados Unidos | Chandler           | Compton Terrace                 | teloneados por Alice Cooper y Beat Angels |
| 25 de junio      | Estados Unidos | Las Vegas          | Alladin Theatre                 | teloneados por Alice Cooper               |
| 26 de junio      | Estados Unidos | San Diego          | SDSU Open Air Theatre           | teloneados por Alice Cooper               |
| 28 de junio      | Estados Unidos | Sacramento         | Cal Expo Amphiteatre            | teloneados por Alice Cooper               |
| 29 de junio      | Estados Unidos | Mountain View      | Shoreline Amphitheatre          | teloneados por Alice Cooper               |
| 30 de junio      | Estados Unidos | Reno               | Reno-Hilton Amphitheatre        | teloneados por Alice Cooper               |
| 2 de julio       | Estados Unidos | Fresno             | Selland Arena                   | teloneados por Alice Cooper               |
| 5 de julio       | Estados Unidos | Portland           | Rose Garden Arena               | teloneados por Alice Cooper               |
| 6 de julio       | Estados Unidos | George             | The Gorge Amphitheatre          | teloneados por Alice Cooper               |
| 7 de julio       | Canadá         | Vancouver          | Coliseo del Pacífico            | teloneados por Alice Cooper               |
| 9 de julio       | Canadá         | Edmonton           | Edmonton Coliseum               | teloneados por Alice Cooper               |
| 11 de julio      | Canadá         | Winnipeg           | Winnipeg Arena                  | teloneados por Alice Cooper               |
| 13 de julio      | Estados Unidos | Noblesville        | Deer Creek Music Center         | teloneados por Alice Cooper y Cheap Trick |
| 14 de julio      | Estados Unidos | Milwaukee          | Marcus Amphitheater             | teloneados por Alice Cooper y Cheap Trick |
| 16 de julio      | Estados Unidos | Maryland Heights   | Riverport Amphitheatre          | teloneados por Alice Cooper               |
| 17 de julio      | Estados Unidos | Bonner Springs     | Sandstone Amphitheatre          | teloneados por Alice Cooper               |
| 19 de julio      | Estados Unidos | Rosemont           | Rosemont Horizon                | teloneados por Alice Cooper               |
| 20 de julio      | Estados Unidos | Columbus           | Polaris Amphitheater            | teloneados por Alice Cooper               |
| 22 de julio      | Estados Unidos | Cuyahoga Falls     | Blossom Music Center            | teloneados por Alice Cooper               |
| 24 de julio      | Estados Unidos | Cincinnati         | Riverbend Music Center          | teloneados por Alice Cooper               |
| 25 de julio      | Estados Unidos | Clarkston          | Pine Knob Music Theatre         | teloneados por Alice Cooper               |
| 27 de julio      | Estados Unidos | Golden             | Val du Lakes Amphitheatre       | teloneados por Alice Cooper               |
| 28 de julio      | Estados Unidos | Burgettstown       | Star Lake Amphitheater          | teloneados por Alice Cooper               |
| 30 de julio      | Canadá         | Toronto            | Molson Amphitheater             | teloneados por Alice Cooper               |
| 31 de julio      | Estados Unidos | Camden             | Blockbuster-Sony Music E Centre | teloneados por Alice Cooper               |
| 2 de agosto      | Estados Unidos | Wantagh            | Jones Beach Theater             | teloneados por Alice Cooper               |
| 3 de agosto      | Estados Unidos | Mansfield          | Great Woods Amphitheater        | teloneados por Alice Cooper               |
| 4 de agosto      | Estados Unidos | Holmdel            | Garden State Arts Center        | teloneados por Alice Cooper               |
| 6 de agosto      | Estados Unidos | Hartford           | Meadows Music Theatre           | teloneados por Alice Cooper               |
| 7 de agosto      | Estados Unidos | Harveys Lake       | Bud Light Amphitheatre          | teloneados por Alice Cooper               |
| 9 de agosto      | Estados Unidos | Virginia Beach     | GTE Amphiteatre                 | teloneados por Alice Cooper               |
| 10 de agosto     | Estados Unidos | Bristow            | Nissan Pavilion                 | teloneados por Alice Cooper               |
| 12 de agosto     | Estados Unidos | Atlanta            | Coca-Cola Lakewood Amphiteatre  | teloneados por Alice Cooper               |
| 14 de agosto     | Estados Unidos | Charleston         | Haddad Riverfront Park          | teloneados por Alice Cooper               |
| 15 de agosto     | Estados Unidos | Poughkeepsie       | Mid-Hudson Civic Center         | teloneados por Alice Cooper               |
| 16 de agosto     | Estados Unidos | Búfalo             | Buffalo & Eire County Gardens   | teloneados por Alice Cooper               |
| 17 de agosto     | Canadá         | Berthierville      | Expo Grounds                    | teloneados por Alice Cooper               |
| Europa           |                |                    |                                 |                                           |
| 24 de agosto     | Alemania       | Bremerhaven        | Weise Docks                     |                                           |
| Asia II          |                |                    |                                 |                                           |
| 2 de septiembre  | Japón          | Tokio              | Koseinenkin Hall                |                                           |
| 3 de septiembre  | Japón          | Tokio              | Koseinenkin Hall                |                                           |
| 8 de septiembre  | Corea del Sur  | Seúl               | Estadio Olímpico de Seúl        |                                           |
| 11 de septiembre | Malasia        | Kuala Lumpur       | Estadio Merdeka                 |                                           |
| Europa II        |                |                    |                                 |                                           |
| 5 de octubre     | Alemania       | Stuttgart          | Pabellón Hanns Martin Schleyer  | teloneados por Gotthard                   |
| 7 de octubre     | Alemania       | Múnich             | Olympiahalle                    | teloneados por Gotthard                   |
| 8 de octubre     | Austria        | Viena              | Kurhalle Oberlaa                | teloneados por Gotthard                   |
| 9 de octubre     | Austria        | Graz               | Eissporthalle                   | teloneados por Gotthard                   |
| 11 de octubre    | Austria        | Innsbruck          | Olympiahalle                    | teloneados por Gotthard                   |
| 12 de octubre    | Italia         | Milán              | Palavobis                       | teloneados por Gotthard                   |
| 13 de octubre    | Suiza          | Zúrich             | Hallenstadion                   | teloneados por Gotthard                   |
| 15 de octubre    | Suiza          | Ginebra            | Arena de Ginebra                | teloneados por Gotthard                   |
| 16 de octubre    | Francia        | Marsella           | Le Dôme de Marseille            | teloneados por Gotthard                   |
| 18 de octubre    | Francia        | Estrasburgo        | Hall Rhenus                     | teloneados por Gotthard                   |
| 19 de octubre    | Bélgica        | Lovaina            | Brabanthal                      | teloneados por Gotthard                   |
| 20 de octubre    | Países Bajos   | Utrecht            | Muziekcentrum Vredenburg        | teloneados por Gotthard                   |
| 22 de octubre    | Alemania       | Essen              | Grugahalle                      | teloneados por Gotthard                   |
| 23 de octubre    | Luxemburgo     | Oberkorn           | Centre Sportif de Differdange   | teloneados por Gotthard                   |
| 25 de octubre    | Alemania       | Colonia            | Sporthalle                      | teloneados por Gotthard                   |
| 26 de octubre    | Alemania       | Bielefeld          | Seidenstickerhalle              | teloneados por Gotthard                   |
| 28 de octubre    | Alemania       | Hamburgo           | Alsterdorfer Sporthalle         | teloneados por Gotthard                   |
| 29 de octubre    | Alemania       | Berlín             | Deutschlandhalle                | teloneados por Gotthard                   |
| 30 de octubre    | Alemania       | Halle              | Eissporthalle                   | teloneados por Gotthard                   |
| 1 de noviembre   | Alemania       | Fráncfort del Meno | Festhalle                       | teloneados por Gotthard                   |
| 2 de noviembre   | Alemania       | Hannover           | Eilenriedehalle                 | teloneados por Gotthard                   |
| 3 de noviembre   | Alemania       | Kassel             | Eissporthalle                   | teloneados por Gotthard                   |
| 5 de noviembre   | Francia        | París              | Palais Omnisport de Paris-Bercy | teloneados por Gotthard                   |
| 6 de noviembre   | Francia        | Lyon               | Halle Tony Garnier              | teloneados por Gotthard                   |
| 8 de noviembre   | Francia        | Le Mans            | Antarès                         | teloneados por Gotthard                   |
| 9 de noviembre   | Francia        | Lille              | Zénith Arena                    | teloneados por Gotthard                   |
| 11 de noviembre  | Francia        | Toulouse           | Palais des Sports               | teloneados por Gotthard                   |
| Asia III         |                |                    |                                 |                                           |
| 30 de noviembre  | Líbano         | Beirut             | Forum de Beyrouth               |                                           |
| Europa II        |                |                    |                                 |                                           |
| 2 de diciembre   | Grecia         | Salónica           | Palais des Sports               |                                           |
| 3 de diciembre   | Grecia         | Atenas             | Peristeri Arena                 |                                           |

### Fechas de 1997 y 1998
| Fecha               | País         | Ciudad            | Recinto/Festival                     | Notas                                                 |
| Europa III          | Europa III   | Europa III        | Europa III                           | Europa III                                            |
| ------------------- | ------------ | ----------------- | ------------------------------------ | ----------------------------------------------------- |
| 11 de mayo          | Alemania     | Steinheim         | ExNorm                               |                                                       |
| 24 de junio         | Francia      | Pau               | Le Zénith                            |                                                       |
| 27 de junio         | España       | Palma de Mallorca | Plaza de Toros                       |                                                       |
| 29 de junio         | España       | Pamplona          | Pabellón Anaitasuna                  |                                                       |
| 1 de julio          | España       | Gijón             | Palacio de los Deportes              |                                                       |
| 2 de julio          | España       | Vigo              | Polideportivo Municipal das Travesas | Teloneros "Los Feliz"                                 |
| 3 de julio          | Portugal     | Oporto            | Imperial Festival                    |                                                       |
| 5 de julio          | Alemania     | Lahr              | Daytona Europe Festival              |                                                       |
| 6 de julio          | Países Bajos | Arnhem            | Plaspop Festival                     |                                                       |
| 8 de julio          | Francia      | Nancy             | desconocido                          |                                                       |
| 9 de julio          | Alemania     | Coblenza          | desconocido                          |                                                       |
| 11 de julio         | Alemania     | Rostock           | Kastanienplatzer Stadion             | teloneados por Meat Loaf y Picture House              |
| 12 de julio         | Alemania     | Augsburgo         | Rosenaustadion                       | teloneados por Meat Loaf y Fury in the Slaughterhouse |
| 13 de julio         | Alemania     | Hohenfelden       | Stausee                              | teloneados por Meat Loaf                              |
| 17 de julio         | Ucrania      | Kiev              | Estadio Olímpico de Kiev             |                                                       |
| 19 de julio         | Rusia        | Moscú             | Dvorets Sporta Luzhninki             |                                                       |
| 2 de octubre        | Alemania     | Stuttgart         | Villa Berg                           |                                                       |
| 3 de octubre        | Alemania     | Stuttgart         | Schlossplatz                         |                                                       |
| 11 de octubre       | Alemania     | Wolfsburgo        | VfL Stadion                          |                                                       |
| Latinoamérica       |              |                   |                                      |                                                       |
| 8 de noviembre      | México       | Monterrey         | Parque Fundidora                     |                                                       |
| 11 de noviembre     | México       | Ciudad de México  | Palacio de los Deportes              |                                                       |
| 14 de noviembre     | Brasil       | Vinhedo           | Aram                                 |                                                       |
| 15 de noviembre     | Brasil       | Sao Paulo         | Skol Rock Festival                   | junto a Dio, Bruce Dickinson, The Jason Bonham Band   |
| 16 de noviembre     | Brasil       | Belo Horizonte    | Ginásio Mineirinho                   | junto a Dio, Bruce Dickinson, The Jason Bonham Band   |
| 18 de noviembre     | Brasil       | Río de Janeiro    | Metropolitan                         | junto a Dio, Bruce Dickinson, The Jason Bonham Band   |
| 21 de noviembre     | Chile        | Santiago          | Velódromo de Estadio Nacional        | junto a Dio, Bruce Dickinson, The Jason Bonham Band   |
| 23 de noviembre     | Argentina    | Buenos Aires      | Estadio Obras Sanitarias             | teloneados por Dio                                    |
| Europa IV           |              |                   |                                      |                                                       |
| 18 de junio de 1998 | Alemania     | Bonn              | desconocido                          |                                                       |
| 24 de junio de 1998 | Bielorrusia  | Minsk             | Palace of Sports                     |                                                       |
| 1 de julio de 1998  | Finlandia    | Oulu              | Pesäpallostadion                     |                                                       |

## Músicos
- Klaus Meine: voz
- Rudolf Schenker: guitarra rítmica
- Matthias Jabs: guitarra líder y talk box
- Ralph Rieckermann: bajo
- James Kottak: batería